# Veenendaal-Veenendaal Classic féminine
La Veenendaal Veenendaal Classic féminine est une course cycliste féminine néerlandaise à Veenendaal. Créée en 2018, elle intègre le calendrier de l'Union cycliste internationale en catégorie 1.1. Elle se court en parallèle de la course masculine éponyme.
En 2025, la course n'est pas organisée en raison du sommet de l'OTAN prévu à la même date, mobilisant toutes les forces de l'ordre de la région.

## Palmarès
| Année | Vainqueur            | Deuxième            | Troisième        |                  |
| ----- | -------------------- | ------------------- | ---------------- | ---------------- |
| 2018  | Annemiek van Vleuten | Małgorzata Jasińska | Lorena Wiebes    |                  |
| 2019  | annulé/abandonné     | annulé/abandonné    | annulé/abandonné | annulé/abandonné |
| 2020  | annulé/abandonné     | annulé/abandonné    | annulé/abandonné | annulé/abandonné |
| 2021  | annulé/abandonné     | annulé/abandonné    | annulé/abandonné | annulé/abandonné |
| 2022  | Gladys Verhulst      | Karlijn Swinkels    | Rachele Barbieri |                  |
| 2023  | Lotte Kopecky        | Martina Fidanza     | Daria Pikulik    |                  |
| 2024  | Riejanne Markus      | Barbara Guarischi   | Marthe Truyen    |                  |